# Еттенбах (Верхняя Бавария)
Еттенбах (нем. Jettenbach) — община в Германии, в земле Бавария.
Подчиняется административному округу Верхняя Бавария. Входит в состав района Мюльдорф-на-Инне. Подчиняется управлению Крайбург ам Ин. Население составляет 708 человек (на 31 декабря 2010 года). Занимает площадь 9,18 км².